# Nadelvliesstoff
Ein Nadelvliesstoff oder Nadelfilz ist ein durch Vernadelung eines Vlieses aus Stapelfasern oder Filamenten hergestellter Vliesstoff.
Die Vernadelung bzw. das Nadelverfahren ist ein mechanisches Verfahren zur Vliesverfestigung. Der lockerere Zusammenhalt der Fasern kommt im Allgemeinen nur durch die ihnen eigene Haftung zustande. Beim Vernadeln werden Fasern oder Filamente eines vorgelegten Vlieses von Filznadeln senkrecht durch die Vliesfläche geführt, wobei die Verdichtung in Faserbündeln durch Reibung und Verschlingung zwischen den Stapelfasern beziehungsweise Filamenten erfolgt.
Die Fasern können ungeordnet als Wirrvlies oder richtungsorientiert als Parallellagenvlies oder Kreuzlagenvlies abgelegt werden. Das Vlies wird dabei aus mehreren Lagen Flor gebildet. Der Verfestigungsvorgang findet in der Nadelzone einer Nadelmaschine statt, wo tausende mit Kerben versehene Filznadeln in einem Nadelbrett eingelassen sind, das an einem senkrecht oder oszillierend arbeitenden Nadelbalken befestigt ist. Beim Abwärtsbewegen des Nadelbalkens drücken die Filznadeln das Vlies gegen eine gelochte Stichplatte. Maßgebliche Prozessparameter des Vernadelns sind Nadelart, Einstichtiefe, Einstichdichte und Verzug, die unter anderem die Eigenschaften des Nadelvliesstoffes beeinflussen.
Die wirtschaftliche Bedeutung der Nadelvliesstofftechnologie beruht vor allem auch darauf, dass damit nahezu alle Faserstoffarten verarbeitet werden können. Chemiefasern aus synthetischen Polymeren organischen Ursprungs, Naturfasern und Reißfasern, Mineralfasern und Glasfasern, selbst Metallfasern werden für vielfältige Anwendungen eingesetzt. Die wichtigsten Produktsparten der Nadelvliesstoffe sind Bodenbelag, Automobilausstattung, Matratzen und Polsterfilze, Wischtücher, Syntheseleder, Produkte für Dämmung und Dämpfung, Geotextilien und Dachbahnen, Filtermedien und Papiermaschinenfilze sowie Produkte für Medizin und Hygiene.